# Populus pseudotomentosa
Populus pseudotomentosa är en videväxtart som beskrevs av C. Wang och Tung. Populus pseudotomentosa ingår i släktet popplar, och familjen videväxter. Inga underarter finns listade i Catalogue of Life.